# Alexander Spitzmüller (Komponist)
Alexander Spitzmüller (* 22. Februar 1894 in Wien; † 12. November 1962 in Paris) war ein österreichischer Komponist und Musikredakteur. Er trat auch unter dem Namen Alexander Freiherr von Spitzmüller-Harmersbach und dem Pseudonym Jean Cartier auf.

## Leben und Werk
Alexander Spitzmüller studierte Rechtswissenschaften, promovierte zum Dr. jur. und war dann als Bankkaufmann tätig. Daneben befasste er sich intensiv mit Musik und wurde durch Alban Berg darin bestärkt, sich ganz der Komposition zu widmen. Er war Musikschüler von Alban Berg und Hans Erich Apostel.
1928 ging er nach Paris und lehrte an der Schola Cantorum Musikgeschichte. Zudem wirkte er im französischen Rundfunk als Conférencier. Von 1946 bis 1953 leitete er hier Musiksendungen, die nach Deutschland und Österreich ausgestrahlt wurden.
Alexander Spitzmüller komponierte rund 50 Werke verschiedener Gattungen, vor allem Instrumentalmusik. Er schrieb beispielsweise für Orchester die Sinfonietta ritmica op. 11 (1934), die Symphonie für Streicher op. 41 (1955); er schrieb weiterhin zwei Klavierkonzerte op. 15 (1938) und op. 40 (1954), Trois Hymnes à la Paix op. 27 (1947), Concert dans l'Esprit Latin op. 37 (1953), die Oper Der Diener zweier Herren op. 46, die Ballette Le premier amour de Don Juan op. 33, Die Sackgasse op. 44 (1957), Das Tagebuch op. 47 (1958) und Construction humaine op. 49 (1959), weiterhin das Te Deum für Chor und Orchester op. 23 (1955) sowie Kantaten, Chöre, Kammermusik und Klavierstücke.